# Denislav Stančev
Denislav Stefanov Stančev (in bulgaro Денислав Стефанов Станчев?; Stara Zagora, 28 marzo 2000) è un calciatore bulgaro, centrocampista svincolato.

## Carriera

### Club
Ha giocato nella massima serie bulgara.